# Georg Schreiber (Journalist)
Georg Schreiber (* 9. Oktober 1921 in Münster, Westfalen; † 8. November 1996) war ein deutscher Mediziner und Medizinjournalist.

## Leben und Wirken
Georg Schreiber studierte in Münster, Breslau und München Medizin. 1945 wurde er zum Dr. med. promoviert und erhielt die Approbation als Arzt.
Ab 1947 arbeitete er als Journalist und Publizist. Er war unter anderem stellvertretender Pressereferent der Bayerischen Staatskanzlei, Chefredakteur der Tageszeitung „Mittelbadischer Kurier“, Erster Chefredakteur des Ärztemagazins „euromed“, Leiter der Redaktion Medizin und Wissenschaft beim Stern und Kolumnist bei der Zeit. Schreiber war Mitbegründer und Chefredakteur der Ärzte-Servicezeitung „pons“, die er 33 Jahre leitete.
1966 wurde er als erster Journalist in den Bundesgesundheitsrat berufen. Er war Senator der Akademie für ärztliche Fortbildung Köln, Beiratsmitglied der Landesärztekammer Rheinland-Pfalz, Mitglied des Kuratoriums der Deutschen Krebshilfe und der Deutschen Stiftung für Krebsforschung (Dr. Mildred Scheel Stiftung).
Georg Schreiber gehörte zu den Gründern des „Kollegiums der Medizinjournalisten“, das er von 1965 bis 1975 leitete, und war Mitglied des „Presseclubs München“.
1976 rief er in der Onkologischen Klinik Bad Trissl in Oberaudorf die Talkshow „Talk als Therapie“ ins Leben, für die er bis kurz vor seinem Tode fast 300 Gespräche organisierte und moderierte. Ziel war die Stabilisierung der betroffenen Patienten.

## Auszeichnungen
- Bundesverdienstkreuz am Bande
- 1985: Bayerische Staatsmedaille für soziale Verdienste
- 1972: Joseph E. Drexel-Preis
- 1975: Publizistik-Preis „Medizin im Wort“[1]
- 1994 „Walter Trummert-Medaille“ der Deutschen Medizinischen Fach- und Standespresse[2]

## Dr.-Georg-Schreiber-Medienpreis
Seit 2003 vergibt die AOK Bayern jährlich den Dr.-Georg-Schreiber-Medienpreis für herausragende Arbeiten von Nachwuchsjournalisten im Bereich Gesundheit und Soziales. Der Preis ist mit 5.000, 3.500 und 2.000 Euro (drei Preise für Veröffentlichungen in Printmedien) und 5.000 Euro (zwei Preise für Veröffentlichungen in Hörfunk und Fernsehen) dotiert. Ein Sonderpreis ist mit 5.000 Euro dotiert. Zu den Preisträgern gehören:
- 2003: Holger Gertz
- 2004: Wolfgang Uchatius (Sonderpreis)
- 2005: Marc Schürmann, Markus Grill (Sonderpreis)
- 2006: Sebastian Meinberg
- 2009: Werner Bartens, Birgit Lutz
- 2007: Bastian Obermayer, Alexandros Stefanidis
- 2011: Hans Weiss
- 2012: Hans Weiss (Sonderpreis), Markus Grill (Sonderpreis)[3]
- 2013: Christiane Hawranek, Bastian Obermayer, Marco Maurer
- 2014: Christiane Hawranek, Nadine Ahr,[4] Philipp Grüll
- 2015: Philipp Grüll, Lara Fritzsche
- 2016: Jan Stremmel
- 2018: Nadine Ahr und Christiane Hawranek für Die gefallenen Mädchen,[5] Bastian Obermayer, Christina Berndt[6]

## Schriften
- Der Medizinbetrieb. Desch, München 1971, ISBN 3-420-04617-0.
- (Red. und Hrsg.): Vorsicht Medizin. Zum 10-jährigen Bestehen des Kollegiums der Medizin-Journalisten. Desch, München 1975, ISBN 3-420-04729-0.